# Phylloctenium
Phylloctenium es un género con dos especies de árboles pertenecientes a la familia Bignoniaceae. Es un género endémico de Madagascar.

## Taxonomía
El género fue descrito por Henri Ernest Baillon  y publicado en Bulletin Mensuel de la Société Linnéenne de Paris 1: 692. 1887. La especie tipo es: Phylloctenium bernieri

## Especies
| - Phylloctenium bernieri - Phylloctenium decaryanum |